# Pendeli
Die Pendeli (neugriechisch Πεντέλη, transkribiert auch Penteli; altgriechisch Πεντελικὸν ὄρος Pentelikon oros oder Βριλησσός Brilēssos beziehungsweise Βριληττός Brilēttos) ist ein kegelförmiger, nach allen Seiten steil abfallender Berg von 1108 m Höhe nordöstlich von Athen und die zweithöchste Erhebung in Attika.
Der Name leitet sich ursprünglich von dem antiken Demos Pentele ab.
Der Berg ist berühmt wegen seines weißen Pentelischen Marmors, der auch für den Bau der Athener Akropolis verwendet wurde.

„Noch lange lässt Apoll den Sommer blauen,
Pendelis Marmor glänzend zu erhöhn.“

Die heutige leichte Verfärbung dieses Marmors an antiken Bauten ins gelblich beige/sandfarbene entspricht nicht der ursprünglich weißen Färbung, sondern entstand im Verlauf der Jahrhunderte durch Witterungseinfluss.
Eine Straße führt von Athens Vorstadt Nea Pendeli oder Kifissia vorbei am Kloster Moni Pendelis und aufgelassenen Steinbrüchen auf den Gipfel, der eine Fernmeldestation beherbergt. An hellen Tagen reicht die Sicht vom Gipfel nach Norden bis zum Olymp und nach Süden bis zum kretischen Idagebirge.
Nach dem Berg ist die attische Gemeinde Pendeli benannt.